# بالفيو
بالفيو (Bellevue) هي مدينة تابعة لمقاطعة كينغ في ولاية واشنطن، الولايات المتحدة. تعد من المدن سريعة التطور. يسكن المدينة حوالي 109,569 سكن حسب تعداد سنة 2000 ويقدر الآن بحوالي 126,626.
تتخذ العديد من الشركات الكبرى من بالفيو مقر رئيسي مثل شركة اكسبيديا، ت- موبايل، هاتش تي سي.
وسط المدينة يعتبر ثاني أكبر مدينة في ولاية واشنطن حيث يعد حوالي 35000 عامل و-5000 مقيم. في سنة 2008 تحصلت المدينة على المركز الأول في تصنيف أحسن مدينة للعيش وإقامة المشاريع.

## التركيبة السكانية
حدّد مكتب تعداد الولايات المتحدة بيانات التركيبة السكانية لبالفيو في تعداد الولايات المتحدة. في ما يلي، التركيبة السكانية حسب تعدادي 2000 و2010.

### تعداد عام 2000
بلغ عدد سكان بالفيو 109,569 نسمة بحسب تعداد عام 2000، وبلغ عدد الأسر 45,836 أسرة وعدد العائلات 29,069 عائلة مقيمة في المدينة. في حين سجلت الكثافة السكانية 1,127.9 نسمة لكل كيلومتر مربع (2,921.2/ميل2). وبلغ عدد الوحدات السكنية 48,396 وحدة بمتوسط كثافة قدره 498.2 لكل كيلومتر مربع (1,290.3/ميل2).
وتوزع التركيب العرقي للمدينة بنسبة 74.33% من البيض و1.99% من الأمريكيين الأفارقة و0.32% من الأمريكيين الأصليين و17.39% من الأمريكيين ذوي الأصول الآسيوية و0.23% من سكان جزر المحيط الهادئ و2.54% من الأعراق الأخرى و3.19% من عرقين مختلطين أو أكثر و5.32% من الهسبانيون أو اللاتينيون من أي عرق.
بلغ عدد الأسر 45,836 أسرة كانت نسبة 28.9% منها لديها أطفال تحت سن الثامنة عشر تعيش معهم، وبلغت نسبة الأزواج القاطنين مع بعضهم البعض 53% من أصل المجموع الكلي للأسر، ونسبة 7.5% من الأسر كان لديها معيلات من الإناث دون وجود شريك، بينما كانت نسبة 3% من الأسر لديها معيلون من الذكور دون وجود شريكة وكانت نسبة 36.6% من غير العائلات. تألفت نسبة 28.4% من أصل جميع الأسر من عدة أفراد يعيشون في نفس المنزل ونسبة 7.9% كانت تتألف من شخص يعيش بمفرده يبلغ من العمر 65 عاماً أو أكثر. وبلغ متوسط حجم الأسرة المعيشية 2.37، أما متوسط حجم العائلات فبلغ 2.93.
بلغ العمر الوسطي للسكان 38.2 عاماً. وكانت نسبة 21.1% من القاطنين تحت سن الثامنة عشر، وكانت نسبة 7.8% بين الثامنة عشر والرابعة والعشرين عاماً، ونسبة 32.5% كانت واقعةً في الفئة العمرية ما بين الخامسة والعشرين والرابعة والأربعين عاماً، ونسبة 25% كانت ما بين الخامسة والأربعين والرابعة والستين، ونسبة 12.8% كانت ضمن فئة الخامسة والستين عاماً فما فوق. يوجد لكل 100 أنثى 98.9 ذكر، ويوجد لكل 100 أنثى في الثامنة عشر من عمرها فما فوق 97.2 ذكر.
بلغ متوسط دخل الأسرة في المدينة 62,338 دولارًا، أما متوسط دخل العائلة فبلغ 76,868 دولارًا. وكان متوسط دخل الذكور 56,456 دولارًا مقابل 37,124 دولارًا للإناث. وسجل دخل الفرد الخاص بالمدينة 36,905 دولارًا. وكانت نسبة 3.8% من العائلات ونسبة 5.7% من السكان تحت خط الفقر، وكان من هؤلاء نسبة 5.9% تحت سن الثامنة عشر ونسبة 6.3% في الخامسة والستين من العمر وما فوق.

### تعداد عام 2010
بلغ عدد سكان بالفيو 122,363 نسمة بحسب تعداد عام 2010، وبلغ عدد الأسر 50,355 أسرة وعدد العائلات 32,145 عائلة مقيمة في المدينة. في حين سجلت الكثافة السكانية 1,259.7 نسمة لكل كيلومتر مربع (3,262.6/ميل2). وبلغ عدد الوحدات السكنية 55,551 وحدة بمتوسط كثافة قدره 571.9 لكل كيلومتر مربع (1,481.2/ميل2).
وتوزع التركيب العرقي للمدينة بنسبة 62.56% من البيض و2.30% من الأمريكيين الأفارقة و0.37% من الأمريكيين الأصليين و27.58% من الأمريكيين ذوي الأصول الآسيوية و0.19% من سكان جزر المحيط الهادئ و3.06% من الأعراق الأخرى و3.95% من عرقين مختلطين أو أكثر و6.98% من الهسبانيون أو اللاتينيون من أي عرق.
بلغ عدد الأسر 50,355 أسرة كانت نسبة 30% منها لديها أطفال تحت سن الثامنة عشر تعيش معهم، وبلغت نسبة الأزواج القاطنين مع بعضهم البعض 52.9% من أصل المجموع الكلي للأسر، ونسبة 7.6% من الأسر كان لديها معيلات من الإناث دون وجود شريك، بينما كانت نسبة 3.3% من الأسر لديها معيلون من الذكور دون وجود شريكة وكانت نسبة 36.2% من غير العائلات. تألفت نسبة 28.1% من أصل جميع الأسر من عدة أفراد يعيشون في نفس المنزل ونسبة 8.3% كانت تتألف من شخص يعيش بمفرده يبلغ من العمر 65 عاماً أو أكثر. وبلغ متوسط حجم الأسرة المعيشية 2.41، أما متوسط حجم العائلات فبلغ 2.97.
بلغ العمر الوسطي للسكان 38.5 عاماً. وكانت نسبة 21.2% من القاطنين تحت سن الثامنة عشر، وكانت نسبة 7.6% بين الثامنة عشر والرابعة والعشرين عاماً، ونسبة 30.8% كانت واقعةً في الفئة العمرية ما بين الخامسة والعشرين والرابعة والأربعين عاماً، ونسبة 26.5% كانت ما بين الخامسة والأربعين والرابعة والستين، ونسبة 13.9% كانت ضمن فئة الخامسة والستين عاماً فما فوق. وتوزع التركيب الجنسي للسكان بنسبة 50.1% ذكور و49.9% إناث.

## المناخ
يظهر الجدول التالي التغييرات المناخية على مدار السنة لبالفيو:
| البيانات المناخية لـبالفيو        | البيانات المناخية لـبالفيو | البيانات المناخية لـبالفيو | البيانات المناخية لـبالفيو | البيانات المناخية لـبالفيو | البيانات المناخية لـبالفيو | البيانات المناخية لـبالفيو | البيانات المناخية لـبالفيو | البيانات المناخية لـبالفيو | البيانات المناخية لـبالفيو | البيانات المناخية لـبالفيو | البيانات المناخية لـبالفيو | البيانات المناخية لـبالفيو | البيانات المناخية لـبالفيو |
| الشهر                             | يناير                      | فبراير                     | مارس                       | أبريل                      | مايو                       | يونيو                      | يوليو                      | أغسطس                      | سبتمبر                     | أكتوبر                     | نوفمبر                     | ديسمبر                     | المعدل السنوي              |
| --------------------------------- | -------------------------- | -------------------------- | -------------------------- | -------------------------- | -------------------------- | -------------------------- | -------------------------- | -------------------------- | -------------------------- | -------------------------- | -------------------------- | -------------------------- | -------------------------- |
| الدرجة القصوى °ف (°م)             | 65 (18)                    | 70 (21)                    | 78 (26)                    | 89 (32)                    | 93 (34)                    | 98 (37)                    | 105 (41)                   | 100 (38)                   | 100 (38)                   | 90 (32)                    | 75 (24)                    | 64 (18)                    | 105 (41)                   |
| متوسط درجة الحرارة الكبرى °ف (°م) | 43 (6)                     | 47 (8)                     | 54 (12)                    | 58 (14)                    | 66 (19)                    | 70 (21)                    | 77 (25)                    | 78 (26)                    | 71 (22)                    | 60 (16)                    | 51 (11)                    | 44 (7)                     | 60 (16)                    |
| متوسط درجة الحرارة الصغرى °ف (°م) | 32 (0)                     | 35 (2)                     | 38 (3)                     | 42 (6)                     | 47 (8)                     | 52 (11)                    | 55 (13)                    | 57 (14)                    | 52 (11)                    | 46 (8)                     | 40 (4)                     | 34 (1)                     | 44 (7)                     |
| أدنى درجة حرارة °ف (°م)           | −5 (−21)                   | −4 (−20)                   | 10 (−12)                   | 27 (−3)                    | 28 (−2)                    | 36 (2)                     | 42 (6)                     | 42 (6)                     | 35 (2)                     | 21 (−6)                    | 4 (−16)                    | 0 (−18)                    | −5 (−21)                   |
| الهطول إنش (مم)                   | 4.49 (114)                 | 3.67 (93)                  | 3.84 (98)                  | 2.84 (72)                  | 2.10 (53)                  | 1.68 (43)                  | 0.97 (25)                  | 0.97 (25)                  | 1.71 (43)                  | 3.32 (84)                  | 4.92 (125)                 | 5.45 (138)                 | 35.96 (913)                |
| المصدر #1:                        |                            |                            |                            |                            |                            |                            |                            |                            |                            |                            |                            |                            |                            |
| المصدر #2:                        |                            |                            |                            |                            |                            |                            |                            |                            |                            |                            |                            |                            |                            |

## توأمة
لبالفيو اتفاقيات توأمة مع:
- ليبايا (1992 - )[11]

## أعلام
- لوك سيكما
- لاري سانجر
- كينيث أرنولد
- ميخائيل برانتلي
- بوب هوبكنز
- بيتر هورتون
- جون وايت
- جوليان ماي
- زيلمو بيتي
- كورتني تومسون